# 宮川村立種蔵中学校
宮川村立種蔵中学校（みやがわそんりつ　たねくらちゅうがっこう）は、かつて岐阜県吉城郡宮川村（現・飛騨市）に存在した公立中学校。

## 概要
- 旧・吉城郡坂上村の中学校であった。種蔵小学校に併設され、種蔵小中学校とも称した。

## 沿革
- 1947年（昭和22年）4月1日 - 坂上村立種蔵小学校に併設して、坂上村立坂上中学校種蔵分校を設置。
- 1952年（昭和27年）4月1日 - 坂上村立種蔵中学校として独立。種蔵小学校に併設。校舎（木造2階建）を増築。
- 1956年（昭和31年）9月30日 - 坂上村と坂下村が合併し、宮川村が発足。同時に宮川村立種蔵中学校に改称する。
- 1959年（昭和34年）4月1日 - 宮川中学校〈旧〉[注釈 2]、種蔵中学校、大無雁中学校を統合し、宮川中学校が発足。種蔵中学校は廃校。